# Зґлічин-Ґлінкі
Зґлічин-Ґлінкі (пол. Zgliczyn-Glinki) — село в Польщі, у гміні Радзанув Млавського повіту Мазовецького воєводства.
Населення — 234 особи (2011).
У 1975-1998 роках село належало до Цехановського воєводства.

## Демографія
Демографічна структура станом на 31 березня 2011 року:
|          | Загалом | Допрацездатний вік | Працездатний вік | Постпрацездатний вік |
| -------- | ------- | ------------------ | ---------------- | -------------------- |
| Чоловіки | 121     | 28                 | 72               | 21                   |
| Жінки    | 113     | 25                 | 62               | 26                   |
| Разом    | 234     | 53                 | 134              | 47                   |